# Lou Deprijck
Lou Deprijck (ur. 11 stycznia 1946 w Lessines, zm. 19 września 2023 w Brukseli) – belgijski piosenkarz, kompozytor, producent muzyczny.

## Życiorys
Był główną postacią belgijskiej sceny popowej lat 70. i 80., a jego kompozycje sprzedały się na całym świecie w ponad 20 milionach egzemplarzy, co czyni go jednym z najlepiej sprzedających się belgijskich artystów. Deprijck był najbardziej znany z tego, że był współautorem scenariusza z Yvesem Lacomblezem i podkładał głos w singlu Plastic Bertrand z 1978 roku „Ça plane pour moi”.
Jego pierwsza grupa Pop' Liberty 6 poniosła całkowitą klapę w 1967 roku wydając „Je Suis Pop Et Tout À Fait Dingue”. Jednak później odniósł sukces z Two Man Sound, latynosko-popowym zespołem utworzonym z Sylvainem Vanholme z Wallace Collection i Yvanem Lacomblezem. Two Man Sound sprzedało ponad milionie egzemplarzy swojego singla „Charlie Brown” z 1975 roku, podczas gdy album „Disco Samba” z tytułową piosenką sprzedał się w około 1,4 miliona egzemplarzy w Ameryce Łacińskiej.
Odniósł także duży solowy sukces w 1978 roku we Francji i Belgii dzięki piosence ska/reggae „Kingston, Kingston” pod pseudonimem Lou & The Hollywood Bananas.
W świecie anglojęzycznym najbardziej znanym hitem Deprijcka był „Ça plane pour moi”, który nagrał i zaśpiewał dla Plastic Bertrand, któremu powszechnie przypisuje się tę piosenkę (i w 2006 r. uznano go prawnie za uprawnionego do bycia nazywanym jego autorem). W rzeczywistości Deprijck był także „głosem” pierwszych czterech albumów Plastic Bertrand. W 2006 roku belgijski sąd apelacyjny orzekł, że Bertrand był „legalnym wykonawcą” klasycznego utworu, ale orzeczenie to zostało uchylone w 2010 roku.
W latach 80. był także twórcą sukcesu Viktora Lazlo, urodzonego jako Sonia Dronier, którego poznał w nocnym klubie Le Mirano w Brukseli. Początkowo śpiewała w chórkach dla Lou & the Hollywood Bananas, zanim, zgodnie z sugestią Deprijcka, przyjęła imię Viktor Lazlo od postaci z filmu Casablanca z 1942 roku. Wyprodukował dla niej album zatytułowany Viktor Lazlo w 1987 r., a także album Hot & Soul w 1989 roku.
Mieszkał głównie w pobliżu Pattaya w Tajlandii. Historia jego życia w Tajlandii została pokazana w filmie dokumentalnym kanału telewizyjnego VTM Vlamingen w Pattaya (Flamingowie w Pattaya) w ramach belgijskiego programu informacyjnego Telefacts. Życie w Pattaya zainspirowało go do przepisania tekstu swojej najsłynniejszej piosenki „Kingston, Kingston” na „Pattaya, Pattaya”, który wkrótce stał się nieoficjalnym hymnem Pattaya.
Zmarł 19 września 2023 roku, wkrótce po przyjęciu do brukselskiego szpitala. Miał 77 lat.